# Pimpla arjuna
Pimpla arjuna là một loài tò vò trong họ Ichneumonidae.